# 蓝喉宝石蜂鸟
蓝喉宝石蜂鸟（学名：[Lampornis clemenciae] 错误：{{Lang}}：文本有斜体标记（帮助）），是雨燕目蜂鸟科的一种鸟类。
蓝喉宝石蜂鸟体重约7.55克，翼长约73.7毫米，嘴峰长约28.4毫米，喙宽度约2.5毫米，喙厚度约2.3毫米，跗蹠长约5毫米，尾长约49毫米。蓝喉宝石蜂鸟在其分布区内为留鸟，其栖息在半开放的高大树木组成的森林中，食性为草食性，主要食物来源是植物的花蜜。

## 亚种
- [L. c. bessophilus] 错误：{{Lang}}：文本有斜体标记（帮助）：分布于美国西南部的亚利桑那州东南部和新墨西哥州西南部及墨西哥西北部的山区。
- [L. c. phasmorus] 错误：{{Lang}}：文本有斜体标记（帮助）：繁殖于美国西南部奇索斯山脉，该亚种是候鸟，但非繁殖季范围不明；墨西哥新萊昂州中西部的种群可能也属于该亚种。
- [L. c. clemenciae] 错误：{{Lang}}：文本有斜体标记（帮助）：分布于墨西哥东部和中部地区，自中央高原和东马德雷山脉至瓦哈卡州。[4]